# Katona Zsuzsa (szobrász)
Katona Zsuzsa (Budapest, 1951. március 28. –) Munkácsy-díjas magyar szobrászművész.
Fából vagy kőből faragott, ritkábban mintázott, bronzból öntött, általában homloknézetre komponált, idolszerű, időtlenséget sugárzó figurákat alkot, amelyeknek teste sokszor üreges, kéregszerű. Szobrainak felületén kozmikus utalásokat hordozó ráfestések, karcolások jelennek meg. Gyermekei: Kiss Sarolta, Kiss Borbála, Kiss Lenke Dorottya

## Életrajzi adatok
- 1964-1969. Budapesti Képző- és Iparművészeti Szakközépiskola
- 1969-1974. Magyar Képzőművészeti Főiskola – mestere: Somogyi József

## Díjak, elismerések
- 1978. SZOT-díj
- 1981. Stúdió-díj
- 1981-1984. Derkovits-ösztöndíj
- 1984. Római ösztöndíj
- 1986. I. Euro-Ázsiai Biennálé, szobrászati díj
- 1988. Szegedi Nyári Tárlat díja
- 1989. Eötvös Alapítvány ösztöndíja
- 1992. Munkácsy-díj
- 1994. Nagyatádi Faszobrász szimpózium díja
- 2001. Gödöllő, Élmény és Eszmény című kiállítás, M.K.Szövetség díja

## Egyéni kiállítások
- 1980. Csongrád
- 1983. Balassagyarmat, Stúdió Galéria – Budapest
- 1984. München
- 1985. Stockholm S Art Fair
- 1988. Köln
- 1995. Körmendi Galéria – Budapest
- 1996. Galeris Zichy – Leiden
- 1998. Művelődési ház – Szigetszentmiklós
- 1999. Társalgó Klub – Budapest, MOL Galéria – Szolnok
- 2000. Csók Galéria – Budapest
- 2001. Körmendi Galéria – Sopron
- 2002. Képkeret Szalon – Budapest
- 2003. Vigadó Galéria – Budapest

## Csoportos kiállítások
- 1993. Erlin Galéria – Budapest – Kovács Tamás Vilmossal
- 1995. Körmendi Galéria – Budapest – Dienes Gáborral
- 1996. Hollandia – Dienes Gáborral
- 1999. Társalgó Értelmiségi Klub – Budapest – Dienes Gáborral

## Köztéri művek
- 1981. Tiszaújváros, Bábfigura / kő
- 1984. Zánka, Zalka Máté mellszobor / kő
- 1985. Háborús Emlékmű, Körmend / bronz és kő
- 1988. Mozaikos Szfinx kút, Nagykőrös / kő
- 1990. Vay Ádám mellszobor, Nyíregyháza / bronz
- 1996. Fülkeszobrok, és főbejárati plasztika, Budapest, Sidney Apartman Hotel / bronz